# Jason Donovan
Jason Donovan (Melbourne, 1º giugno 1968) è un cantante e attore australiano.

## Biografia
Donovan ha iniziato la propria carriera di attore nella celebre soap opera australiana Neighbours, in cui ha recitato al fianco della connazionale Kylie Minogue.
Dopo aver lasciato Neighbours nel 1988, è stato ingaggiato dalla Mushroom Records. Il suo primo singolo Nothing Can Divide Us ha raggiunto la posizione numero 5 in UK, e la vetta in Hong Kong ed in Giappone.
Jason Donovan ha ritrovato l'ex-collega Minogue cominciando a lavorare con i produttori Stock, Aitken & Waterman. Ha quindi inciso nel 1988 Too Many Broken Hearts, che ha raggiunto la vetta della classifica dei singoli più venduti in UK. È seguito nel 1989 un duetto con la Minogue, Especially for You, altro numero uno in classifica.
La carriera musicale di Jason Donovan non avrà altri successi simili. Donovan si è concentrato quindi sulla carriera cinematografica e televisiva, partecipando tra l'altro nel 1996 al film di guerra The Last Bullet diretto da Michael Pattison. Nel 1999 la sua carriera è andata in stallo per via dei suoi problemi di tossicodipendenza. Negli anni successivi ha intrapreso una serie di tour per cantare i propri successi. Nel 2006 ha partecipato al reality show inglese "I'm a Celebrity.. Get Me Out of Here!" classificandosi terzo. Nel 2013 ha interpretato con Emma Williams il musical Annie Get Your Gun, andato di scena in diverse città del Regno Unito.

## Vita privata
Jason Donovan è sposato dal 1997 con Angela Malloch, ex agente di spettacolo. La coppia ha avuto tre figli: Jemma (nata nel 2000), Zach (nato nel 2001) e Molly (nata nel 2011).

## Discografia

### Album in studio
- 1989 – Ten Good Reasons (UK #1)
- 1990 – Between the Lines (UK #2)
- 1993 – All Around the World (UK #27)
- 2008 – Let It Be Me (UK #28)
- 2010 – Soundtrack of the 80s (UK #20)
- 2012 – Sign of Your Love (UK #36)

### Raccolte
- 1991 – Greatest Hits (UK #9)
- 1999 – The Very Best Of Jason Donovan
- 2006 – Greatest Hits (UK #80)
- 2017 – The Best Of Jason Donovan

### Singoli
- 1988 – Nothing Can Divide Us (UK #5)
- 1988 – Especially for You (con Kylie Minogue) (UK #1)
- 1989 – Too Many Broken Hearts (UK #1)
- 1989 – Sealed With A Kiss (UK #1)
- 1989 – Every Day (I Love You More) (UK #2)
- 1989 – When You Come Back to Me (UK #2)
- 1990 – Hang On To Your Love (UK #8)
- 1990 – Another Night (UK #18)
- 1990 – Rhythm Of The Rain (UK #9)
- 1990 – I'm Doing Fine (UK #22)
- 1991 – R.S.V.P (UK #17)
- 1991 – Any Dream Will Do (UK #1)
- 1991 – Happy Together (UK #10)
- 1991 – Joseph Mega-Remix (UK #13)
- 1992 – Mission Of Love (UK #26)
- 1992 – As Time Goes By (UK #26)
- 1993 – All Around The World (UK #41)
- 1993 – Angel
- 2007 – Share My World (UK #118)
- 2008 – Dreamboats And Petticoats
- 2011 – Pianjo
- 2011 – The Hits Megamix
- 2012 – Make Love